# Vittoria Tesi
Vittoria Tesi Tramontini, zwana La Moretta (ur. 13 lutego 1700 we Florencji, zm. 9 maja 1775 w Wiedniu) – włoska śpiewaczka operowa, kontralt.

## Życiorys
Uczyła się śpiewu u Francesco Rediego we Florencji oraz Francesco Campeggiego w Bolonii. Zadebiutowała w wieku 16 lat w Parmie. Występowała w Wenecji (1718), Dreźnie (1719) i w Polsce (1720). W latach 1721–1749 śpiewała na scenach włoskich, w 1737 roku wystąpiła na inauguracji Teatro San Carlo w Neapolu. W 1739 roku wspólnie z Farinellim koncertowała w Hiszpanii. Zasłynęła w operach Ch.W. Glucka i N. Jomellego. Należała do jednych z pierwszych śpiewaczek występujących w partiach męskich (role spodenkowe). Była zamężna z teatralnym fryzjerem nazwiskiem Tramontini, którego nazwisko przyjęła na scenę. Ostatnie lata życia spędziła na dworze księcia Józefa Fryderyka von Sachsen-Hildburghausen.
Poza sceną zasłynęła jako bohaterka licznych anegdot, mających swój początek w jej bujnym temperamencie i licznych romansach. W 1946 roku opublikowano w Bari jej listy pisane w młodości do pewnego księdza pt. Un prelato e una cantante del secolo XVIII. 